# A 2014. évi téli olimpiai játékok éremtáblázata
A 2014. évi téli olimpiai játékok éremtáblázata a 2014. évi téli olimpiai játékokon érmet nyert nemzeteket tartalmazza. A sorrendet a több nyert aranyérem, ennek egyenlősége esetén a több nyert ezüstérem, ennek egyenlősége esetén a több nyert bronzérem, illetve mindhárom szám egyenlősége esetén az ABC-sorrend határozta meg. A sorrend nem jelenti a részt vevő országok hivatalos – a Nemzetközi Olimpiai Bizottság szerinti – sorrendjét.
Az olimpián 15 sportágban 98 versenyszámot rendeztek.
A táblázat a versenyeket követően visszavont érmeket már nem tartalmazza.

(A táblázatban a rendező nemzet csapata eltérő háttérszínnel, az egyes számoszlopok legmagasabb értéke vagy értékei vastagítással kiemelve.)
| A 2014. évi téli olimpiai játékok éremtáblázata | A 2014. évi téli olimpiai játékok éremtáblázata | A 2014. évi téli olimpiai játékok éremtáblázata | A 2014. évi téli olimpiai játékok éremtáblázata | A 2014. évi téli olimpiai játékok éremtáblázata | Olimpia  |
| ----------------------------------------------- | ----------------------------------------------- | ----------------------------------------------- | ----------------------------------------------- | ----------------------------------------------- | -------- |
|                                                 | Ország                                          | Arany                                           | Ezüst                                           | Bronz                                           | Összesen |
| 1.                                              | Oroszország (RUS)                               | 11                                              | 9                                               | 9                                               | 29       |
| 2.                                              | Norvégia (NOR)                                  | 11                                              | 5                                               | 10                                              | 26       |
| 3.                                              | Kanada (CAN)                                    | 10                                              | 10                                              | 5                                               | 25       |
| 4.                                              | Egyesült Államok (USA)                          | 9                                               | 7                                               | 12                                              | 28       |
| 5.                                              | Hollandia (NED)                                 | 8                                               | 7                                               | 9                                               | 24       |
| 6.                                              | Németország (GER)                               | 8                                               | 6                                               | 5                                               | 19       |
| 7.                                              | Svájc (SUI)                                     | 6                                               | 3                                               | 2                                               | 11       |
| 8.                                              | Fehéroroszország (BLR)                          | 5                                               | 0                                               | 1                                               | 6        |
| 9.                                              | Ausztria (AUT)                                  | 4                                               | 8                                               | 5                                               | 17       |
| 10.                                             | Franciaország (FRA)                             | 4                                               | 4                                               | 7                                               | 15       |
| 11.                                             | Lengyelország (POL)                             | 4                                               | 1                                               | 1                                               | 6        |
| 12.                                             | Kína (CHN)                                      | 3                                               | 4                                               | 2                                               | 9        |
| 13.                                             | Dél-Korea (KOR)                                 | 3                                               | 3                                               | 2                                               | 8        |
| 14.                                             | Svédország (SWE)                                | 2                                               | 7                                               | 6                                               | 15       |
| 15.                                             | Csehország (CZE)                                | 2                                               | 4                                               | 2                                               | 8        |
| 16.                                             | Szlovénia (SLO)                                 | 2                                               | 2                                               | 4                                               | 8        |
| 17.                                             | Japán (JPN)                                     | 1                                               | 4                                               | 3                                               | 8        |
| 18.                                             | Finnország (FIN)                                | 1                                               | 3                                               | 1                                               | 5        |
| 19.                                             | Nagy-Britannia (GBR)                            | 1                                               | 1                                               | 2                                               | 4        |
| 20.                                             | Ukrajna (UKR)                                   | 1                                               | 0                                               | 1                                               | 2        |
| 21.                                             | Szlovákia (SVK)                                 | 1                                               | 0                                               | 0                                               | 1        |
| 22.                                             | Olaszország (ITA)                               | 0                                               | 2                                               | 6                                               | 8        |
| 23.                                             | Lettország (LAT)                                | 0                                               | 2                                               | 2                                               | 4        |
| 24.                                             | Ausztrália (AUS)                                | 0                                               | 2                                               | 1                                               | 3        |
| 25.                                             | Horvátország (CRO)                              | 0                                               | 1                                               | 0                                               | 1        |
| 26.                                             | Kazahsztán (KAZ)                                | 0                                               | 0                                               | 1                                               | 1        |
|                                                 |                                                 |                                                 |                                                 |                                                 |          |
| Összesen                                        | Összesen                                        | 97                                              | 95                                              | 99                                              | 291      |

## Visszavont érmek
2017. november 1. és december 22. között doppingvád miatt 14 orosz versenyzőtől vettek el összesen 4 arany, 8 ezüst és 1 bronzérmet. 2018. február 1-én két arany és két ezüstérem kivételével ezeket visszaadták, a szankciókat az érintett versenyzőkkel szemben törölték, de Oroszországgal szemben fenntartották. Az éremtáblázat ennek megfelelően módosult.
2017. november 1-én Alekszandr Gennagyjevics Ljogkov 50 km-es sífutásban szerzett arany- és a 4x10 km-es váltófutásban szerzett ezüstérmét vonták vissza, diszkvalifikálva egyidejűleg Oroszország csapatát ebből a versenyszámból. Az érmeket 2018. február 1-én visszakapták.
2017. november 9-én Makszim Vilagzsanyin 50 km-es sífutásban szerzett ezüst- és a csapatsprintben szerzett ezüstérmét vonták vissza. Egyúttal törölve Oroszország eredményét ebből a versenyszámból. Az érmeket 2018. február 1-én visszakapták.
2017. november 22-én elvették Alekszandr Tretyjakov aranyérmét a férfi, és Jelena Nyikityina bronzérmét a szkeleton versenyszámban. Az érmeket később visszakapták.
2017. november 24-én a férfi kettes és a férfi négyes bob aranyérmes orosz válogatottjaitól vették el az aranyérmet. Ezeket az érmeket később sem kapták vissza.
Ugyancsak 2017. november 24-én vették el Olga Fatkulina 500 méteres gyorskorcsolya számban szerzett ezüstérmét. Az érmet később visszakapta.
2017. november 27-én jelentették be, hogy megfosztják a női sprint és a női 4x6 km-es biatlonváltó versenyszámokban ezüstérmet szerzett orosz sportolókat a szerzett érmüktől. Az érmeket nem kapták vissza.
2017. december 22-én jelentették be, hogy elveszik az orosz sportolóktól a szánkó férfi egyes és a vegyesváltóban szerzett ezüstérmeket. Az érmeket később visszakapták.
A doppingbotrány miatti szankciók az orosz szövetséget érintették, így azok a sportolók, akik visszakapták érmeiket, indulhattak a 2018. évi téli olimpiai játékokon, de csak egyéni indulóként, nem Oroszország képviseletében.